# Kai Wegner
Kai Wegner   (Berlín, 15 de setembre de 1972) és un polític alemany que exerceix com a alcalde de Berlín d'ençà del 27 d'abril del 2023.

## Vida primerenca
Va néixer l'any 1972 al Berlín Occidental i es va convertir en venedor d'assegurances.

## Carrera
Es va unir a la Unió Demòcrata Cristiana d'Alemanya el 1989 i va exercir com a vicepresident del partit a Berlín del 2000 al 2002.
Va ser diputat del Bundestag entre el 2005 i el 2021 com a representant del districte de Spandau.
Del 2011 al 2016, Wegner va exercir com a secretari general de la CDU a Berlín, sota la direcció de Frank Henkel. El maig del 2019, va substituir Monika Grütters com a president de la CDU a Berlín.
L'octubre del 2020, va anunciar que es presentava candidat a l'alcaldia de Berlín a les eleccions estatals del 2021. Tanmateix, va perdre contra Franziska Giffey del Partit Socialdemòcrata d'Alemanya. A partir d'aquell episodi, exerceix de president del seu grup parlamentari i, per tant, és el líder de l'oposició.
Wegner va ser nomenat delegat de la CDU a l'assemblea federal amb l'objectiu d'elegir el president d'Alemanya el 2022.
Amb tot, el 3 d'abril del 2023, la CDU i l'SPD van arribar a un acord després d'irregularitats en les eleccions municipals de setembre del 2021 segons el qual Wagner va ser nomenat alcalde de Berlín el 27 d'abril del 2023. És el primer del partit a obtenir el càrrec des del 2001.

## Ideologia política
El juny del 2017, va votar a favor de la incorporació del matrimoni homosexual a Alemanya, a contracorrent de la majoria del seu grup parlamentari.
Abans de les eleccions de lideratge del seu partit, Wegner va expressar suport públicament en Friedrich Merz el 2020 i després en Jens Spahn com a successors d'Annegret Kramp-Karrenbauer. Per a les eleccions federals de 2021, va dipositar confiança en Markus Söder com a candidat conjunt dels demòcrates cristians per agafar el relleu a la llavors cancellera Angela Merkel.

## Vida personal
Wegner viu al districte de Spandau de Berlín. És protestant. El 2015, després de gairebé 11 anys de matrimoni, es va divorciar de la seva esposa Ina, amb qui té un fill. Després, va entrar en una nova relació amorosa amb Kathleen Kantar. Ara, té en total tres fills.